# Маркарян, Генрих Рубенович
Генрих Рубенович Маркарян (арм. Հենրիկ Ռուբենի Մարգարյան; 17 сентября 1925, Ленинакан — 6 июля 2017, Ереван) — советский и армянский кинорежиссёр. Заслуженный деятель искусств Армянской ССР (1967).

## Биография
Выпускник режиссёрского факультета Ереванского театрального института (1951, мастерская Л. Калантара).
В 1950—1954 годах — на комсомольской работе. Член КПСС с 1951 года.
С 1955 года — режиссёр киностудии «Арменфильм». Создал ряд художественных и документальных фильмов.
С 1972 года выступал на армянском телевидении.
Более 30 лет руководил школой-студией киноактёра при «Арменфильме».

## Избранная фильмография
- 1957 — Егише Чаренц (документальный)
- 1958 — Поколение отважных (документальный)
- 1958 — Последнее прощание — автор сценария, режиссёр, (документальный)
- 1960 — Парни музкоманды (совм. с Генрихом Маляном)
- 1963 — Четверо в одной шкуре
- 1964 — Попранный обет (новелла в киноальманахе «Мсье Жак и другие»)
- 1968 — Беглецы (к/м) — автор сценария, режиссёр
- 1968 — Жара — автор сценария, режиссёр
- 1968 — Масленица — автор сценария, режиссёр
- 1969 — Клоун (к/м) — автор сценария, режиссёр
- 1974 — Твёрдая порода (совм. с А. Мкртчяном)
- 1977 — Председатель ревкома
- 1979 — Голубой лев — соавт. сценария, , режиссёр
- 1984 — Земля и золото (совм. с А. Манаряном)
- 1987 — Аптека на перекрёстке